# Carlos Embaló
Pour les articles homonymes, voir Embaló.
Carlos Embaló, né le 25 novembre 1994 à Bissau en Guinée-Bissau, est un footballeur international bissaoguinéen qui évolue au poste d'ailier gauche avec l'AS Cittadella.

## Biographie

### En club
Il joue 12 matchs en Serie A avec le club de l'US Palerme lors de la saison 2016-2017. Il s'agit de sa seule saison disputée en Serie A.

### En équipe nationale
Il joue son premier match en équipe de Guinée-Bissau le 8 septembre 2018, contre le Mozambique, lors des éliminatoires de la Coupe d'Afrique des nations 2019. Il se met alors immédiatement en évidence en inscrivant un but. La rencontre se solde par un match nul (2-2).

## Palmarès
- Champion d'Italie de Serie B en 2015 avec le Carpi FC